# Safia subrosea
Safia subrosea är en fjärilsart som beskrevs av Walker 1857. Safia subrosea ingår i släktet Safia och familjen nattflyn. Inga underarter finns listade.